# ایگور بیشچان
ایگور بیشچان (کرواتی: Igor Bišćan؛ زادهٔ ۴ مهٔ ۱۹۷۸) بازیکن فوتبال اهل کرواسی است. از باشگاه‌هایی که در آن بازی کرده‌است می‌توان به پاناتینایکوس، دینامو زاگرب و لیورپول اشاره کرد. وی همچنین در تیم ملی فوتبال کرواسی بازی کرده است.